# Литъл Фийт
Литъл Фийт (на английски: Little Feat) е американска рок група, основана през 1969 година в Лос Анджелис от Лоуъл Джордж и Бил Пейн и съществуваща с много промени в състава до наши дни с прекъсване през 1979 – 1987 година. Изпълнява рок музика с еклектични влияния от различни стилове – рокендрол, блус, ритъм енд блус, буги-вуги, кънтри, фолк, госпъл, соул, фънк, джаз рок.